# Ilja Konovalov
Ilja Valerjevitj Konovalov (ryska: Илья Валерьевич Коновалов), född den 4 mars 1971, Jefrosimovka, Kursk oblast, Ryska SFSR, Sovjetunionen, är en rysk före detta friidrottare som tävlade i släggkastning.
Konovalovs första internationella mästerskapsfinal var VM 1995 i Göteborg då han slutade sjua med ett kast på 76,50. Vid Olympiska sommarspelen 1996 slutade han sexa efter att ha kastat 78,72. Han var även i final vid VM 1997 i Aten och slutade då sexa. Vid EM 1998 blev han nia och vid VM 1999 slutade han tia. 
Bättre gick det vid Olympiska sommarspelen 2000 då han slutade på en femte plats med ett kast på 78,56. Vid VM 2001 blev han bronsmedaljör efter att ha kastat 80,27. Han var även i final vid VM 2003 och då slutade han på en sjätte plats. 
Trots ett kast på 76,36 lyckades han inte kvalificera sig till finalen vid Olympiska sommarspelen 2004 och han åkte ut redan i kvalet. Däremot var han i final vid VM 2005 i Helsingfors där han slutade sexa med ett kast på 78,59.
2007 stängdes han av i två år för dopning.

## Personligt rekord
- Släggkastning - 82,28